# Rudolf II (król Burgundii)
Rudolf II Burgundzki (?-937) – król Burgundii (Dolnej) od 912 roku, zjednoczonej Burgundii od 933 r., król Włoch w latach 924-926.
Po śmierci Berengara I ogłosił się królem Włoch, jednakże pod wpływem niezadowolenia możnych ustąpił przekazując koronę Hugonowi z Arles w zamian za rozszerzenie swej władzy na królestwo Górnej Burgundii w 926 roku.